# 上野樹里と5つの鞄
『上野樹里と5つの鞄』（うえのじゅりといつつのかばん）とは、2009年（平成21年）にWOWOWにて放送された、上野樹里主演の鞄をテーマにした5つのドラマからなるドラマ短編集。上野主演のドラマを新進気鋭のクリエイター5人がそれぞれ1話ずつ制作したオムニバス仕立てのものであった。

## サブタイトル

### 第一話『ギターケースの女。』

#### スタッフ
- 監督・脚本：タカハタ秀太
- プロデューサー：小浜元

#### キャスト
- ギターケースの女・ウエノ：上野樹里
- 警官①：新井浩文
- 指名手配の女：江口のりこ
- 警官①の女房：タナダユキ
- 警官②：リリー・フランキー
- ディレクター：米村亮太朗
- TV記者：岩瀬亮
- コンビニ店員：有山尚宏

### 第二話『HOPE』

#### スタッフ
- 監督：マイケル・アリアス
- 脚本：金子ありさ
- プロデューサー：宇田充

#### キャスト
- 山野美由紀：上野樹里
- 田中：中山祐一朗
- 同僚①：大野仁志
- 同僚②：やぐちひろこ
- ケン：中澤淳二
- ムトウ：武藤晃子

### 第三話『となりのとなりのあきら』

#### スタッフ
- 監督：山下敦弘
- 脚本：向井康介
- プロデューサー：根岸洋之

#### キャスト
- 槙山美鈴：上野樹里
- 池上あきら：沢木ルカ
- 森本邦宏：鈴木卓爾
- 医師：菅原大吉
- 診察室廊下・男の子：杉山颯太
- 診察室廊下・女の子：杉山凛子

### 第四話『旅のあいだ』

#### スタッフ
- 監督・脚本：高崎卓馬
- プロデューサー：多田真穂

#### キャスト
- 上野：上野樹里
- 石持：ピエール瀧
- 先生：喜味こいし

### 第五話『ある朝、ひなたは突然に』

#### スタッフ
- 監督：萩生田宏治
- 脚本：桜井亜美
- プロデューサー：根岸洋之

#### キャスト
- 木村ひなた：上野樹里
- あゆむ：濱田岳
- まゆり：平田薫
- 祖母：二宮弘子
- 亮太：松下航大
- ギャルソン：前田こうしん
- 食材業者：松木大輔
- ガスの検針員：馬場幹子
- フランス人講師：スーロク・ベルナール
- フランス語講座の生徒：山尾敦史、前田弘二
- 宅配便の配達員：宇野祥平
- 坂本：青木崇高
- 川北シェフ：山崎一